# Liste der Monuments historiques in Saint-Désiré
Die Liste der Monuments historiques in Saint-Désiré führt die Monuments historiques in der französischen Gemeinde Saint-Désiré auf.

## Liste der Bauwerke
| Bezeichnung        | Beschreibung              | Standort | Kennzeichnung | Schutzstatus | Datum | Bild           |
| ------------------ | ------------------------- | -------- | ------------- | ------------ | ----- | -------------- |
| Kapelle Ste-Agathe | Erbaut im 12. Jahrhundert | (Lage)   | PA00093265    | Inscrit      | 1971  | weitere Bilder |
| Kirche St-Désiré   | Erbaut im 12. Jahrhundert | (Lage)   | PA00093266    | Classé       | 1875  | weitere Bilder |

## Liste der Objekte
| Bezeichnung            | Beschreibung          | Standort                       | Kennzeichnung | Schutzstatus | Datum | Bild |
| ---------------------- | --------------------- | ------------------------------ | ------------- | ------------ | ----- | ---- |
| Glocke                 | Bronze, 1637 gegossen | in der Kirche St-Désiré (Lage) | PM03000652    | Classé       | 1943  |      |
| Wandmalerei (zerstört) | 12. Jahrhundert       | in der Kirche St-Désiré (Lage) | PM03000436    | Classé       | 1865  |      |